# Bèthplan
Bèthplan (en francès Betplan) és un municipi francès situat al departament del Gers i a la regió d'Occitània.

## Geografia

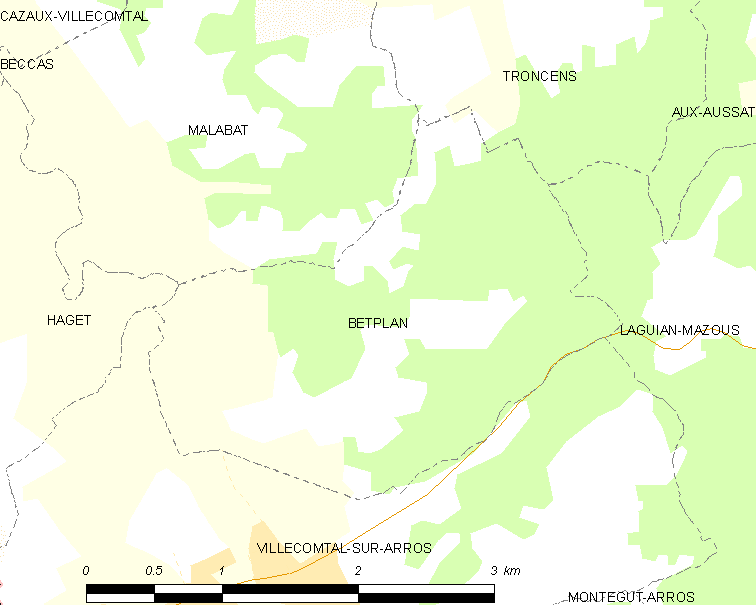
Mapa de la comuna de Bèthplan

## Administració
| Període | Identitat      | Partit        |
| ------- | -------------- | ------------- |
| 2001-   | Gérard Tanques | Divers gauche |

## Demografia
| 1962                                       | 1968 | 1975 | 1982 | 1990 | 1999 | 2006 |
| ------------------------------------------ | ---- | ---- | ---- | ---- | ---- | ---- |
| 116                                        | 107  | 91   | 98   | 120  | 136  | 122  |
| Des de 1962: població sense dobles comptes |      |      |      |      |      |      |